# Бромид хрома(III)
Бромид хрома(III) — неорганическое соединение, соль металла хрома и бромистоводородной кислоты с формулой CrBr3, 
зелёные кристаллы, 
растворимые в воде, 
образует кристаллогидрат.

## Получение
- Действие брома на хром:

{\displaystyle {\mathsf {2Cr+3Br_{2}\ {\xrightarrow {700^{o}C}}\ 2CrBr_{3}}}}
- Действие брома на сильно нагретую смесь оксида хрома(III) с углём:

{\displaystyle {\mathsf {Cr_{2}O_{3}+3Br_{2}+3C\ {\xrightarrow {750^{o}C}}\ 2CrBr_{3}+3CO}}}

## Физические свойства
Бромид хрома(III) образует зелёные кристаллы 
тригональные сингонии, 
пространственная группа R 3, 
параметры ячейки a = 0,6308 нм, c = 1,835 нм, Z = 6.
Растворяется в воде, растворы имеют зелёный цвет.
Образует кристаллогидрат состава CrBr3•6H2O, у которого существуют изомеры: фиолетовый [Cr(H2O)6]Br3 и зелёный [Cr(H2O)4Br2]Br•2H2O.

## Химические свойства
- Восстанавливается водородом при нагревании:

{\displaystyle {\mathsf {2CrBr_{3}+H_{2}\ {\xrightarrow {T}}\ 2CrBr_{2}+HBr}}}
- Окисляется при нагревании на воздухе:

{\displaystyle {\mathsf {4CrBr_{3}+3O_{2}\ {\xrightarrow {T}}\ 2Cr_{2}O_{3}+6Br_{2}}}}